# Новий Скаржин
Новий Скаржин (пол. Nowy Skarżyn) — село в Польщі, у гміні Замбрув Замбровського повіту Підляського воєводства.
Населення — 78 осіб (2011).
У 1975-1998 роках село належало до Ломжинського воєводства.

## Демографія
Демографічна структура станом на 31 березня 2011 року:
|          | Загалом | Допрацездатний вік | Працездатний вік | Постпрацездатний вік |
| -------- | ------- | ------------------ | ---------------- | -------------------- |
| Чоловіки | 34      | 7                  | 25               | 2                    |
| Жінки    | 44      | 13                 | 20               | 11                   |
| Разом    | 78      | 20                 | 45               | 13                   |